# دیانا کیپیوکی
دیانا کیپیوکی (انگلیسی: Diana Kipyokei؛ زادهٔ ۵ مهٔ ۱۹۹۴) ورزشکار دو و میدانی، و دونده ماراتن اهل کنیا است.